# Metsovo
Metsovo (en griego: Μέτσοβο; en arrumano: Aminciu) es una ciudad en el Epiro, concretamente en las montañas del Pindo en el norte de Grecia, entre Ioánina al norte y Meteora al sur. Es el mayor centro de cultura aromún de Grecia, es atravesado por la Carretera nacional GR-6 (Ioánina - Trikala) y también por la autopista Egnatia Odos.

## Historia
En el siglo XV Metsovo quedó bajo el control otomano y pasó a formar parte del Sanjacado de Ioánina. A pesar de ello, en el último período de la dominación otomana (siglo XVIII-1913) la población griega y arrumana de la región sufría los asaltos de albaneses. Además, en una ocasión en la revuelta del Épiro de 1854 la ciudad fue saqueada tanto por las tropas griegas como las otomanas durante su lucha por el control de la ciudad. Durante la Primera Guerra de los Balcanes, Metsovo fue quemado por las tropas turco-albanesas. Durante la Segunda Guerra Mundial Metsovo fue la capital de un estado títere creado por las fuerzas del Eje, conocido como Principado del Pindo.

## Municipio
El actual municipio de Metsovo fue formado con la reforma del gobierno local de 2011 en Grecia por la fusión de tres municipios anteriores, que se convirtieron en unidades municipales:
- Metsovo
- Egnatia
- Milea

## Galería

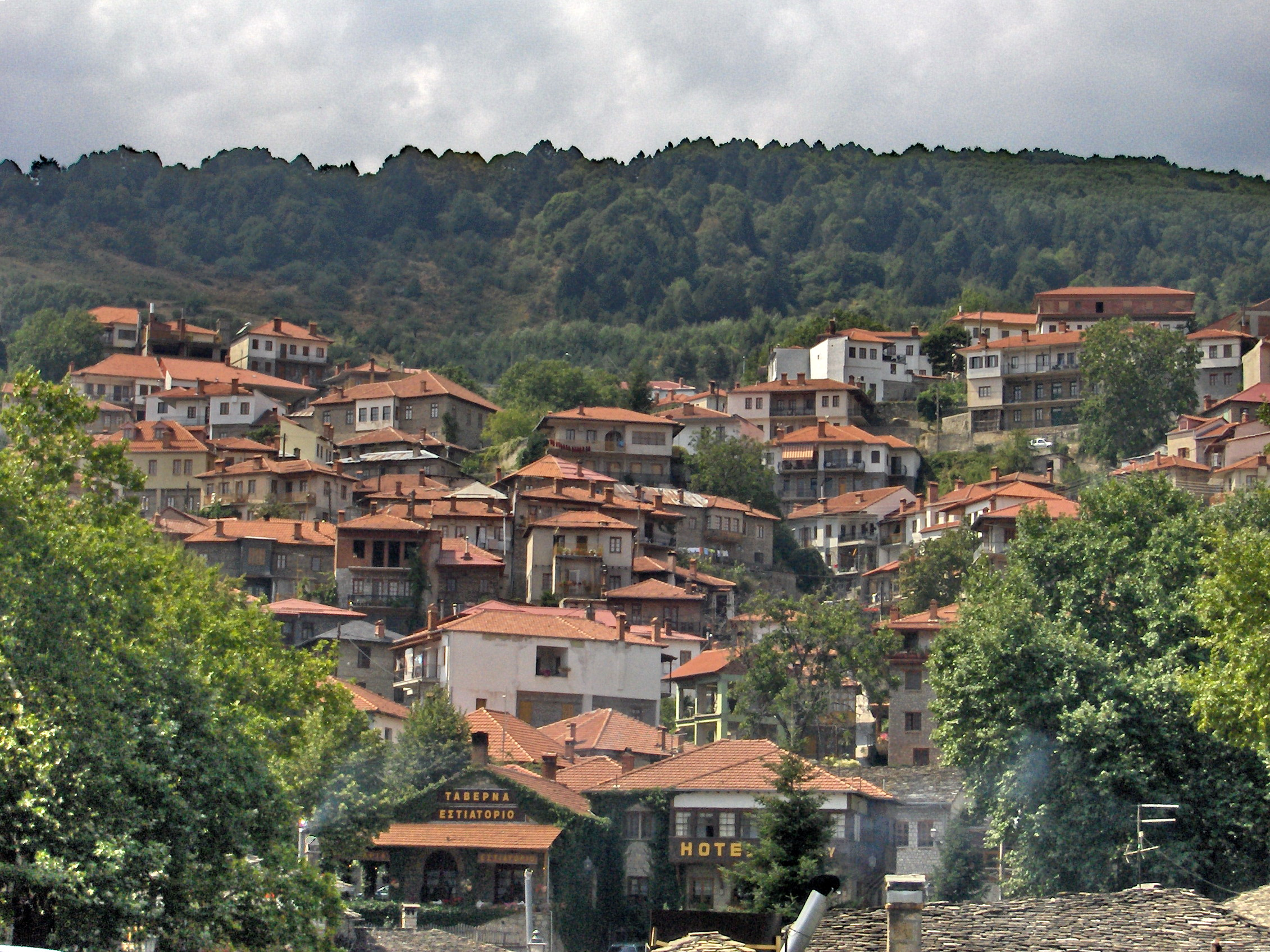
Vista de Metsovo.
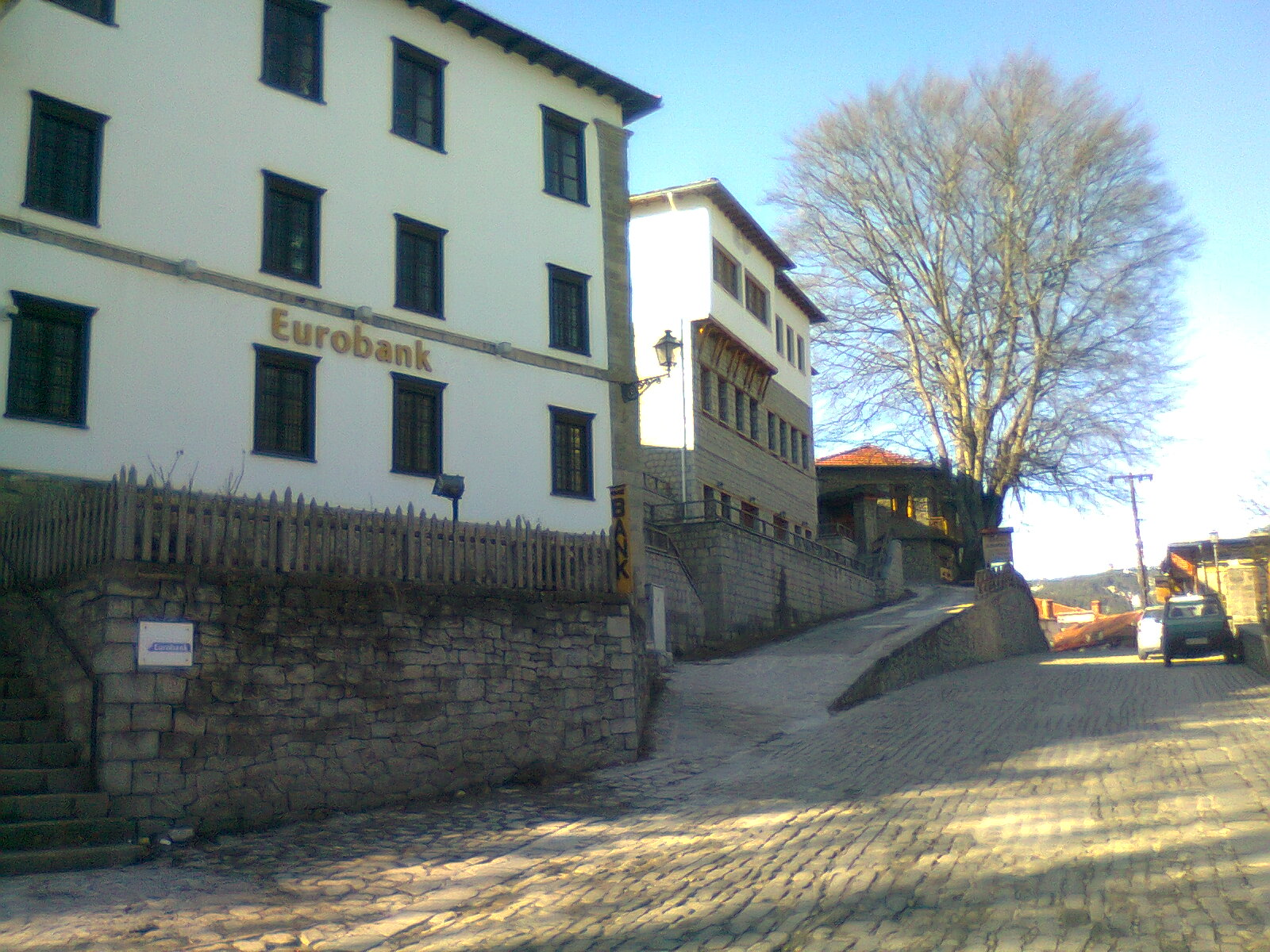
Edificio del Eurobank en Metsovo.
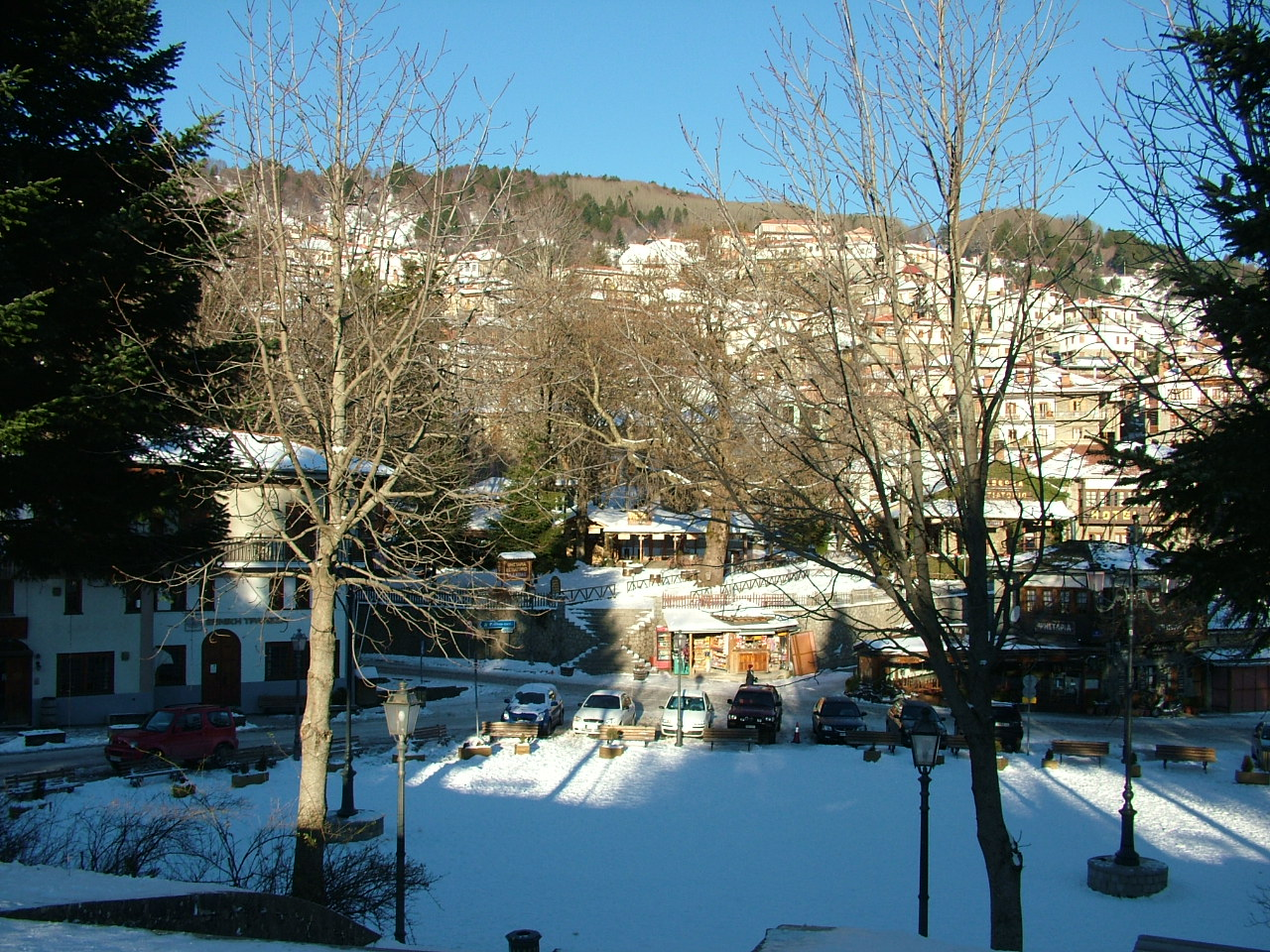
Plaza central de Metsovo.
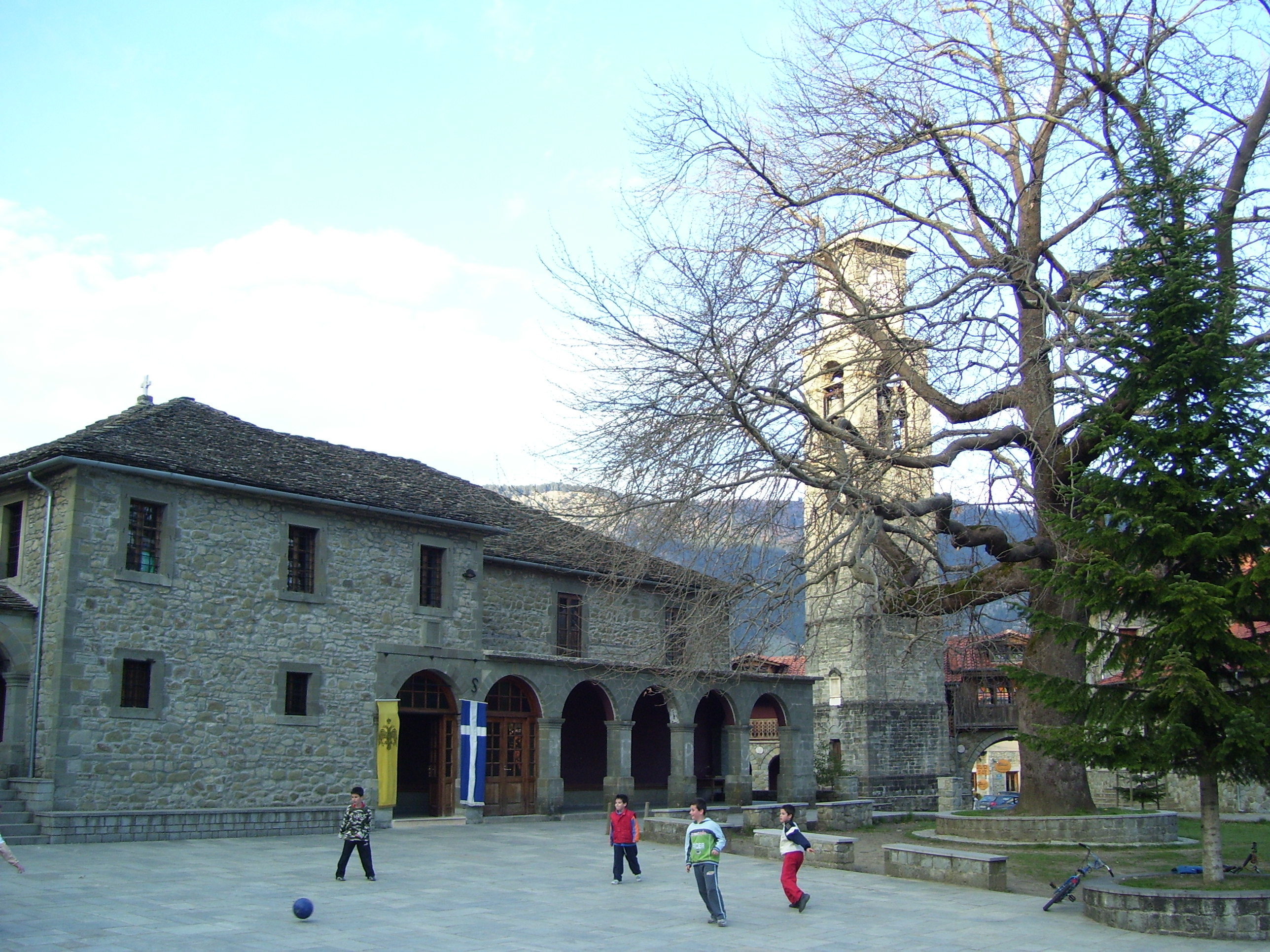
Iglesia de Agia Paraskevi.
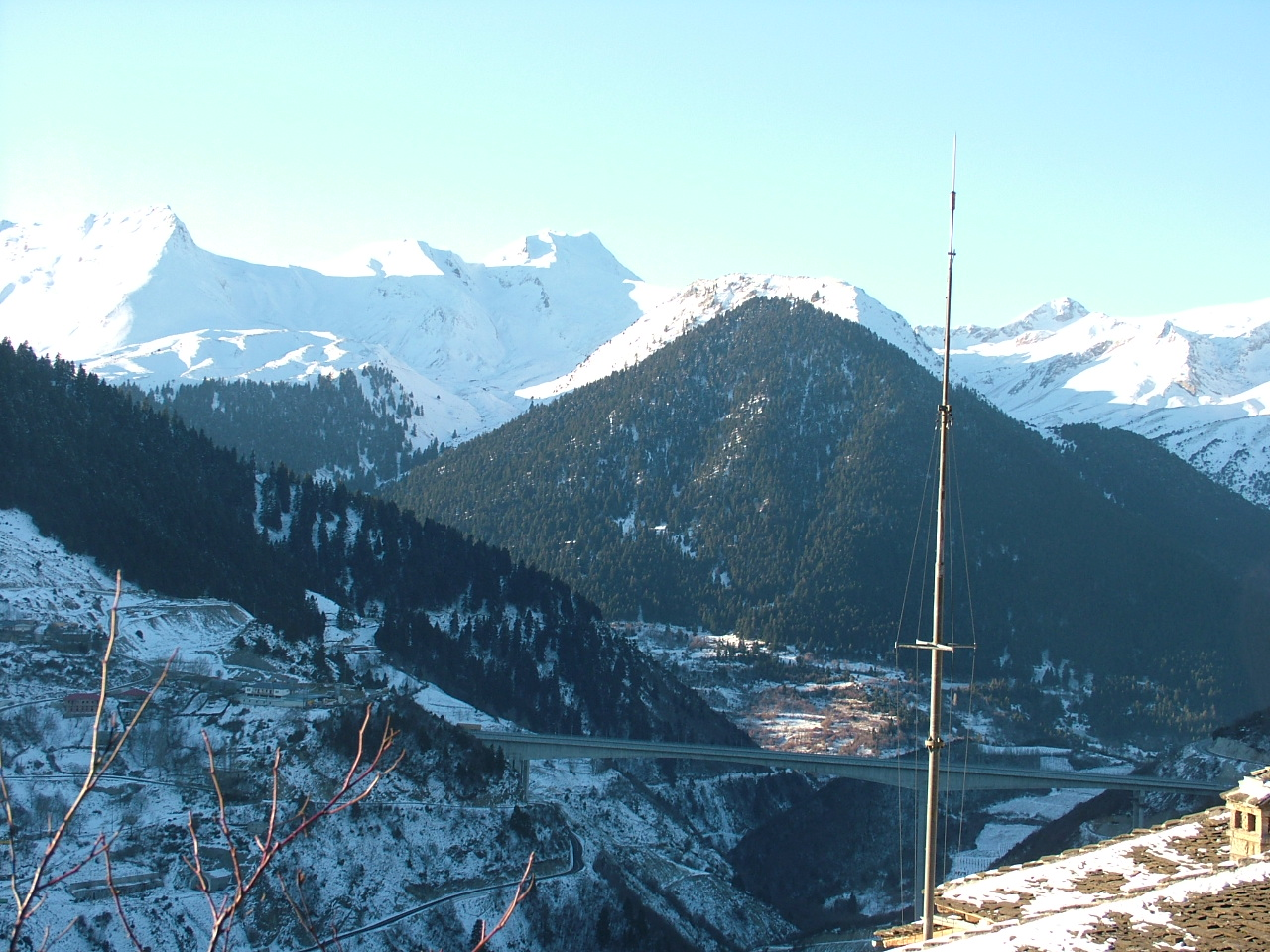
Puente Metsovitikos en la Egnatia Odos visto desde Metsovo.
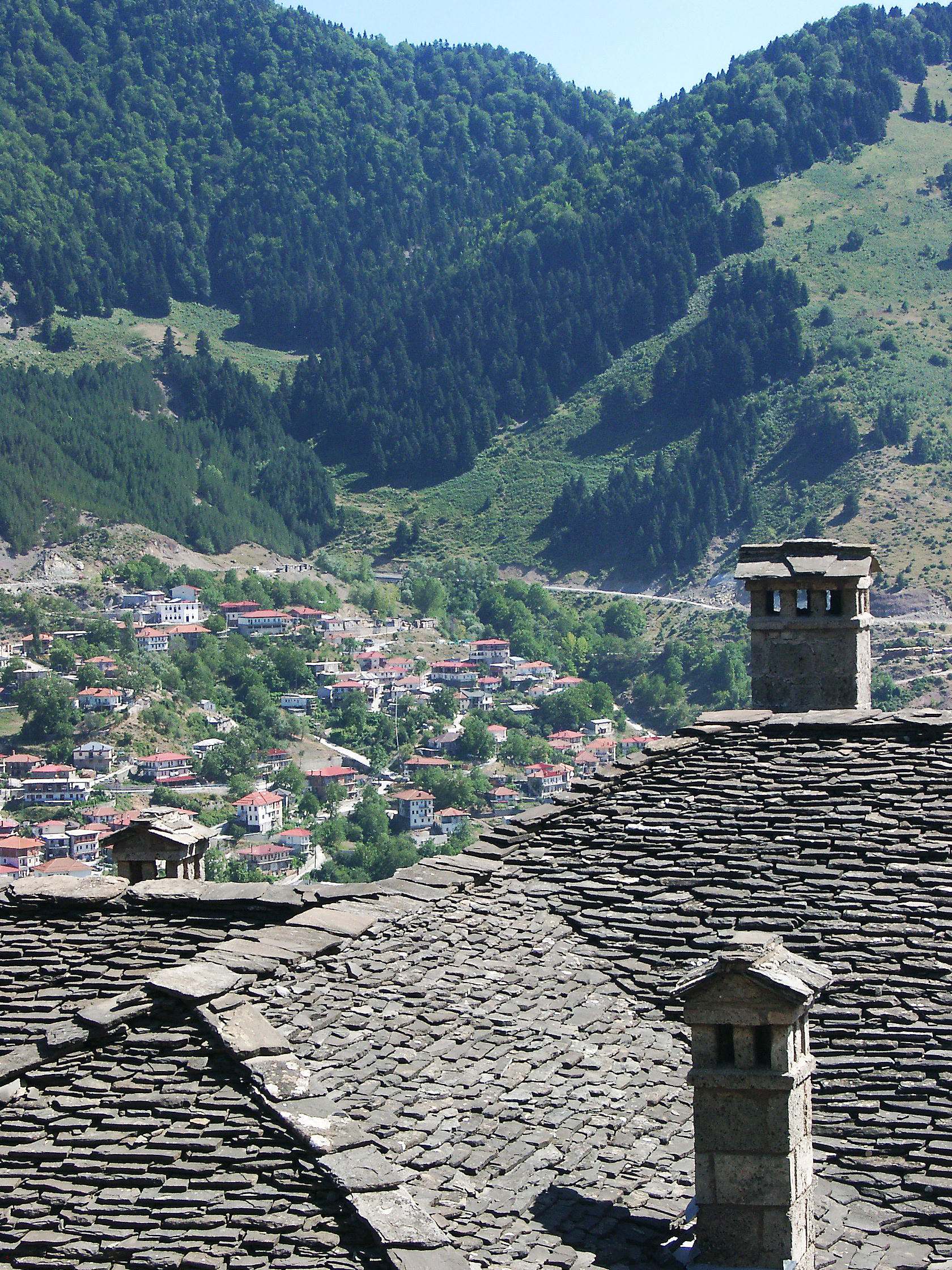
Tejados y valle de Metsovo.